# Allium runemarkii
Allium runemarkii — вид рослин з родини амарилісових (Amaryllidaceae); ендемік Греції.

## Опис
Цибулина 0.9–1.2 см у діаметрі. Стеблина струнка, гладка, 7–12 см заввишки. Листків 3–5, гладкі, (6)8–10(13) см × 0.7–1 мм. Суцвіття густе, багатоквіткове, півсферичне. Оцвітина циліндрична. Листочки оцвітини біло-рожеві, серединні жилки пурпурно-зелені.

## Поширення
Ендемік Греції — Евбея. Населяє скелясті місця.